# Asato Koji
Koji Asato (sinh ngày 14 tháng 10 năm 1987) là một cầu thủ bóng đá người Nhật Bản.

## Sự nghiệp câu lạc bộ
Koji Asato đã từng chơi cho JEF United Chiba và FC Ryukyu.